# Manga nấu ăn

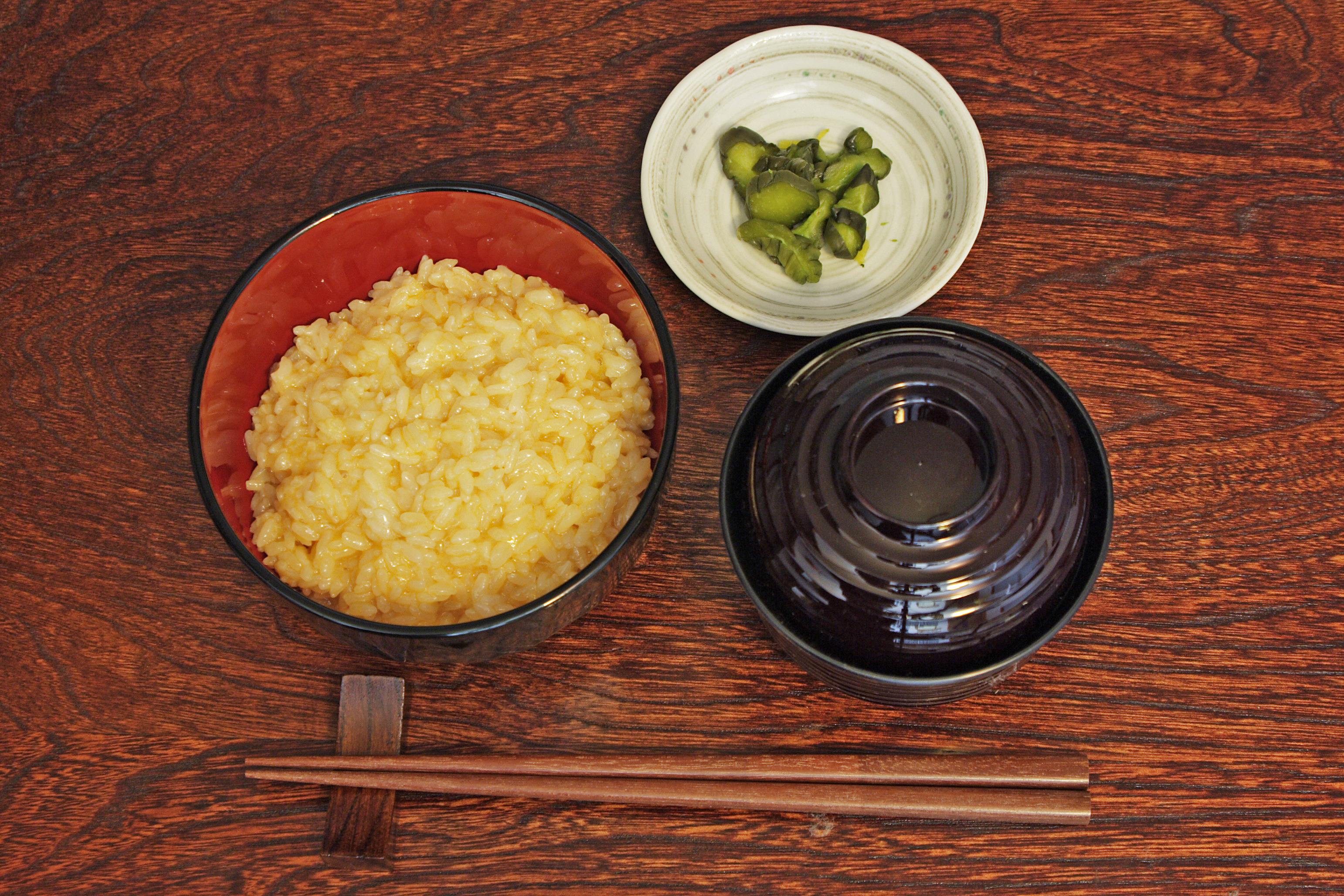
Món ăn ngoài đời thường xuất hiện trong manga

Manga nấu ăn (Nhật: 料理漫画 (料理漫畫) (liệu lý mạn họa) Hepburn: ryōri manga), hay manga sành ăn (Nhật: グルメ漫画 (gourmet mạn họa) Hepburn: gurume manga) là một thể loại manga và anime của Nhật Bản trong đó thực phẩm, nấu nướng, ăn uống là yếu tố cốt truyện chủ đạo. Thể loại này đã trở nên thịnh hành vào đầu những năm 1980 do "sự bùng nổ của người sành ăn" liên quan đến nền kinh tế bong bóng Nhật Bản.

## Nét đặc trưng
Trong Manga! Manga! The World of Japanese Comics, tác giả Frederik L. Schodt đã phân loại manga nấu ăn là loại "manga công việc", một thể loại không rõ ràng được định nghĩa bởi những câu chuyện về các hoạt động và công việc nhấn mạnh "sự kiên trì khi đối mặt với nghịch cảnh, sự lành nghề và mưu cầu sự hoàn hảo" và nhân vật chính của thể loại này thường là "những chàng trai có hoàn cảnh khó khăn bước vào nghề và [quyết tâm] trở thành 'giỏi nhất Nhật Bản.'" Các chương riêng lẻ của manga nấu ăn thường xoay quanh một món ăn cụ thể cũng như các bước để chuẩn bị món ăn đó. Mặc dù các câu chuyện vẫn kết hợp các yếu tố tự sự tiêu chuẩn như cốt truyện và sự phát triển tính cách của nhân vật, nhưng sự nhấn mạnh đáng kể thường được đặt vào các khía cạnh chuyên môn của nấu nướng và ăn uống. Những câu chuyện manga về nấu ăn thường mô tả chi tiết hoặc minh họa chân thực về món ăn; đề cập luôn cả công thức nấu ăn.
Manga nấu ăn là một phạm trù đa thể loại, với các câu chuyện manga nấu ăn xoay quanh yếu tố lãng mạn, tội phạm, bí ẩn và nhiều thể loại khác đã được sản xuất. Độ tuổi và giới tính của nhân vật chính của manga nấu ăn thường nhắm vào phục vụ cho đối tượng độc giả dự kiến, với cả nam và nữ đều là độc giả của thể loại này. Trong khi việc chuẩn bị đồ ăn tại nhà thường được coi là công việc của phụ nữ ở Nhật Bản cũng như ở phương Tây, thì việc nấu ăn chuyên nghiệp và sành sỏi thường được coi là hoạt động của nam giới. Manga về nấu ăn tích hợp những câu chuyện liên quan đến nhiều loại ẩm thực trên thế giới, và không chỉ giới hạn ở những câu chuyện về ẩm thực Nhật Bản.

## Lịch sử
Mặc dù manga từ lâu đã đề cập đến thực phẩm và nấu ăn, manga nấu ăn chưa nổi lên như một thể loại riêng biệt cho đến những năm 1970. Khi manga Hōchōnin Ajihei (Đầu bếp Ajihei) của Gyū Jiro và Big Jō được đăng trên Weekly Shonen Jump từ năm 1973 đến 1977, được coi là một trong những tựa manga nấu ăn đầu tiên. Thể loại này đã trở nên thịnh hành vào đầu những năm 1980 như một hệ quả của "sự bùng nổ của người sành ăn" ở Nhật Bản, trong đó tăng trưởng kinh tế gắn liền với nền kinh tế bong bóng Nhật Bản đã mở rộng khả năng tiếp cận hàng hóa xa xỉ và tạo ra việc đánh giá cao của các món ăn hảo hạng, nhà hàng cao cấp và nghệ thuật nấu nướng đã trở thành sở thích và thú vui phổ biến. Trong thời kỳ này, Oishinbo (n.đ. Nhà sành ăn) lần đầu tiên được xuất bản trên tạp chí manga Big Comic Spirits; bộ truyện gồm 103 tập sau đó trở thành bộ manga nấu ăn được lưu hành nhiều nhất mọi thời đại.
Cho đến nay, gần 1.000 bộ manga về thể loại nấu ăn đã được sản xuất.

### Tác phẩm được trích dẫn
- Ashkenazi, Michael; Jacob, Jeanne (2003). Food Culture in Japan. Greenwood Publishing Group. ISBN 978-0313324383.
- Brau, Lorie (2010). Johnson-Woods, Toni (biên tập). "Oishinbo's Adventures in Eating: Food, Communication, and Culture in Japanese Comics". Manga: An Anthology of Global and Cultural Perspectives. Continuum. tr. 109–127.
- Schodt, Frederik L. (1983). Manga! Manga! The World of Japanese Comics. Kodansha USA. ISBN 978-1568364766.